# Thomas Uwins
Pour les articles homonymes, voir Uwins.
Thomas Uwins, né le 24 février 1782 à Londres, et mort le 26 août 1857, est un artiste peintre anglais de portrait, de scène de genre, de paysages (en aquarelle et peinture à l'huile) et illustrateur de livres.

## Biographie
Il entre à l'âge de 15 ans comme apprenti chez le graveur Benjamin Smith mais décide ensuite de quitter le métier, ne supportant plus l'odeur des produits.